# Guccini (album)
Guccini è il nono album in studio di Francesco Guccini pubblicato in Italia nel 1983.

## Descrizione
Il tema principale dell'album è l'inutilità del viaggio come mezzo di conoscenza.

## Tracce

### Lato A
1. Autogrill – 4:52 (Francesco Guccini)
2. Argentina – 5:18 (Francesco Guccini)
3. Gulliver – 4:50 (testo: Francesco Guccini, Gian Piero Alloisio – musica: Francesco Guccini)

Durata totale: 15:00

### Lato B
Testi e musiche di Francesco Guccini.
1. Shomèr ma mi-llailah? – 5:35
2. Inutile – 5:14
3. Gli amici – 4:43

Durata totale: 15:32

## I brani
Autogrill
Narra di un amore solo sfiorato. La narrazione è quasi irreale, tutto pare sospeso in un non precisato contesto cronotopico lontano dallo scorrere naturale e oggettivo degli eventi. I registri temporali sono due, il presente e una dimensione, parallela ma "aliena", che non viene precisamente definita. I due topos temporali si mescolano confondendo così la percezione dell'ascoltatore sovrastato dal frenetico susseguirsi degli eventi.
La canzone, come la definisce Paolo Jachia, "splende di luce vivissima ed è in tutto e per tutto una epifania, una breve apparizione del magico nell'altrove". In essa il dettato del pensiero pare sovrapporsi all'analisi analitica e funzionale della realtà risultando così estremamente "surreale".
Gulliver
Gulliver è ispirato al personaggio di Jonathan Swift, relativamente agli incontri con i lillipuziani e con i giganti.
Shomèr ma mi-llailah?
Il titolo è una citazione biblica (Isaia 21,11) e significa in ebraico "Sentinella, quanto resta della notte?". Nel testo l'autore descrive l'eterno interrogarsi dell'umanità sul proprio futuro e conclude che una risposta non è mai stata, né sarà mai possibile.
Inutile
Inutile si svolge in una giornata feriale a Rimini in una giornata tardo invernale, in un incontro tra due ex amanti che rimanda proprio alle tematiche della sua Incontro.

## Formazione
- Francesco Guccini – voce, chitarra
- Juan Carlos Biondini – chitarra
- Vince Tempera – pianoforte, tastiera
- Massimo Luca – chitarra
- Piero Cairo – tastiera, programmazione, sintetizzatore
- Ares Tavolazzi – chitarra, basso
- Ellade Bandini – batteria
- Maurizio Preti – percussioni
- Claudio Pascoli – sax
- Giancarlo Porro – clarinetto